# Comité del Pueblo (parroquia)
Comité del Pueblo es una parroquia urbana de la ciudad de Quito, parte de las 65 que conforman el área metropolitana de la capital de Ecuador. Está ubicada al norte de la urbe, y sus límites son las parroquias de Carcelén al norte, El Inca al sur, Ponceano y Kennedy al oeste, y Calderón y Llano Chico al este.

## Historia
En el siglo XIX la zona que hoy corresponde al Comité del Pueblo pertenecía a la parroquia de Cotocollao, cerca del límite con la parroquia de Zámbiza (en 1897 pasó a limitar con la parroquia de Calderón tras separarse esta de Zámbiza). La zona se encontraba ocupada por haciendas y tierras de cultivo.
El origen de lo que sería el barrio del Comité del Pueblo fueron varias movilizaciones que se dieron en la ciudad de Quito desde la década de los 60, donde las clases populares quiteñas exigían al Gobierno planes de vivienda para ellos. En esa época, en que la izquierda ecuatoriana estaba compuesta por trabajadores y estudiantes, se formó el Comité del Pueblo como organización política, cuyo objetivo era dar casa propia a las clases populares.
Como organización, el Comité del Pueblo realizó reuniones en las instalaciones de la Universidad Central del Ecuador, y realizaron también varias movilizaciones hasta la sede del municipio de Quito, buscando que se cumplieran sus objetivos. El Comité tenía en la mira a varias haciendas en varias partes del norte y sur de la ciudad, y finalmente comprarían las haciendas La Eloísa y Carretas al noreste, siendo los terrenos de la primera donde se asienta el actual barrio del Comité del Pueblo.  
Una vez lotizada la hacienda La Eloísa, a principios de los años 80 empieza a ponerse en marcha el plan de vivienda del Comité del Pueblo, por lo que para 1990 ya era el hogar de quince mil personas. Como en otros barrios populares de Quito, muchas de las personas que se establecieron en el Comité llegaron desde otras provincias del país, por lo que la población del barrio continuó en aumento, alcanzando para el 2015 una población de 46000 habitantes. Una buena parte de las familias del barrio son de origen afroecuatoriano, representando casi el 6% de la población.

## Barrios
La parroquia se divide en dos barrios principales: La Bota y el Comité del Pueblo, ambos de clase popular.

## Transporte
El Comité del Pueblo cuenta con varias líneas de transporte, siendo la principal la línea que conecta al barrio con la Estación Multimodal Marín y el Parque La Carolina. También se cuentan con alimentadores hasta las terminales de transporte El Labrador y Río Coca, que conectan con el corredor Ecovía. Existe también una ruta transversal que conecta al barrio con el de Atucucho, al oeste.

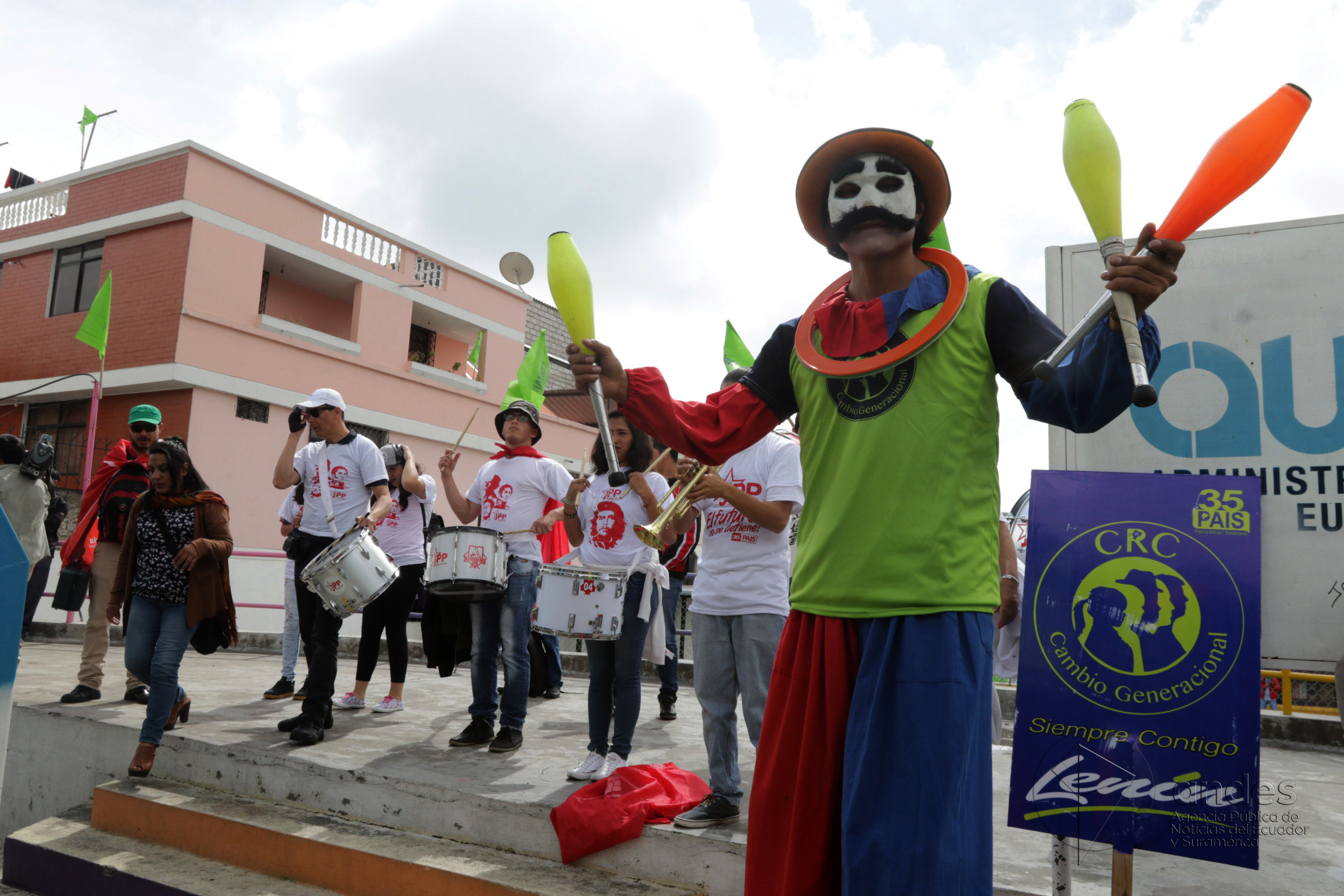
Acto de campaña electoral en Comité del Pueblo en 2016.

## Economía
El Comité del Pueblo es actualmente uno de los sectores más populares del norte de Quito, contando con fuerte actividad comercial especialmente su calle principal, la Avenida Jorge Garcés, que está llena de negocios y puestos ambulantes hasta altas horas de la noche.